# Arthur Wichmann

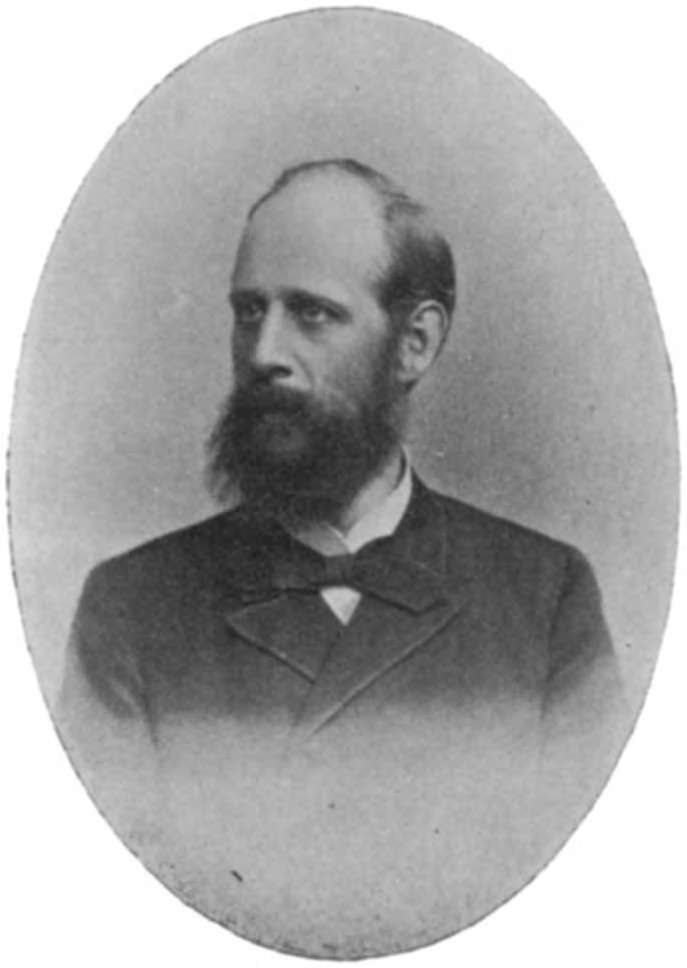
C. E. A. Wichmann

Carl Ernst Arthur Wichmann (Amburgo, 9 aprile 1851 – Amburgo, 28 novembre 1927) è stato un geologo e mineralogista tedesco.

## Biografia
Arthur Wichmann trascorse la sua giovinezza ad Amburgo, dove suo padre gestì un collegio. Dal 1871 al 1874 studiò all'Università di Lipsia, dove fu allievo di Ferdinand Zirkel, luogo in cui si interessò della mineralogia. Dopo aver trascorso alcuni anni come assistente di Zirkel, divenne professore all'Università di Utrecht.
Oltre alla ricerca e all'insegnamento, Wichmann partecipò alle spedizioni geologiche nelle colonie olandesi, nel 1888-1889 nelle Indie orientali olandesi (Celebes, Flores, Timor e Rotti) e nel 1902-1903 nella Nuova Guinea. Dopo il suo ritiro in carriera nel 1921, tornò nella sua città natale ad Amburgo, dove morì nel 1927. Il suo successore a Utrecht fu Louis Rutten.